# Shevchenkia pulla
Shevchenkia pulla är en tvåvingeart som beskrevs av Fedotova och Vasily S. Sidorenko 2005. Shevchenkia pulla ingår i släktet Shevchenkia och familjen gallmyggor. Inga underarter finns listade i Catalogue of Life.